# جیانی اوکلپو
 جیانی اوکلپو (انگلیسی: Gianni Ocleppo؛ زادهٔ ۶ آوریل ۱۹۵۷) یک تنیس‌باز اهل ایتالیا است.